# بانزر سبعة لوف
 كان بانزر كامفاجن VII لوف (تترجم الأسد) بمثابة تصميم لدبابة فائق الثقل أنشأتها شركة كروب للحكومة الألمانية خلال الحرب العالمية الثانية. المشروع الذي أطلق عليه في البداية اسم في كيه 70.01 (كيه)، لم ترى أرض الواقع هذه الدبابة ابدا ويقيت مجرد رسمة، وتم إسقاطها في الفترة من 5 إلى 6 مارس 1942، لصالح دبابة بورشيه الأثقل بانزر 8 ماوس .  

## المتغيرات
تم تصميم لوف في نوعين مختلفين، Leichter Löwe (الأسد الخفيف)  و Schwerer Löwe (الأسد الثقيل)، وكلاهما حملت طاقم من خمسة أفراد: 